# Харрис, Джин
Ю́джин «Джин» Ха́ррис (англ. Gene Harris; 1 сентября 1933, Бентон-Харбор, Мичиган, США — 16 января 2000, Бойсе, Айдахо, там же) — американский джазовый пианист, основоположник стиля соул-джаз, руководитель трио The Three Sounds (с 1956 по 1970), а также звёздного оркестра The Phillip Morris Superband (совместно с которым во время европейских гастролей дал один концерт в Москве в 1990 году). С 1991 года играл в составе обновлённого джазового квартета. Отец Ники Харрис (Snap!)

## Биография
Родился в 1933 году в городе Бентон-Харбор, штат Мичиган. Систематического музыкального образования не получил, однако, уже в возрасте 7 лет обладал виртуозной фортепьянной техникой, а в 12 вёл собственную музыкальную передачу на радио.
Во время службы в армии с 1951 по 1954 играл в военном оркестре, после чего сформировал джаз-трио The Three Sounds, в состав которого помимо Харриса входили барабанщик Билл Дауди и басист Энди Симпкинс. На протяжении 1960-х коллектив исполнял и записывал блюзовый мейнстрим.
С 1977 года, после того, как трио распалось, Джин Харрис проживал в городе Бойсе, штат Айдахо, где сотрудничал с Эрнестин Андерсон, Бенни Картером, Скоттом Хамильтоном, Лу Дональдсоном и другими.
С конца 1980-х возглавлял The Phillip Morris Superband — супергруппу, которая объединила таких мастеров джаза, как Рэй Браун, Херб Эллис, Джеймс Муди, Фрэнк Весс, Урби Грин и Гарри Эдисон. Трёхмесячный тур оркестра охватил 22 города в 16 странах по всему миру. В 1998 году Джин Харрис основал Джазовый фестиваль в Бойсе, призванный популяризировать джаз, и в этом же году музыкант был номинирован на премию Грэмми за трибьют Каунту Бэйси. Продолжал играть и сочинять музыку вплоть до своей смерти в 2000 году от почечной недостаточности. Посмертно были выпущены альбомы Live in London (2008) и Another Night in London (2010).

## Творчество
Своими кумирами Джин Харрис считал Эрролла Гарнера и Оскара Питерсона, во многом копируя их стиль; но в отличие от их музыки, звучание Харриса было более блюзовым. Экспериментируя с жанрами, совмещая классический блюз и госпел, он создал новый стиль — соул-джаз. Помимо этого Харрис увлекался буги-вуги, джаз-роком, а позднее и фанком. В общей сложности он принял участие в записи более чем 90 альбомов.

## Избранная дискография
- Our Love Is Here To Stay (1955)
- Introducing the 3 Sounds[англ.] (1958)
- Genie in My Soul (1959)
- LD + 3[англ.] (1959)
- Standards (1959)
- Bottoms Up![англ.] (1959)
- Bottoms Up![англ.] (1959)
- Blue Hour[англ.] (1960)
- Moods[англ.] (1960)
- Feelin' Good[англ.] (1960)
- Here We Come[англ.] (1960)
- It Just Got to Be[англ.] (1960)
- Hey There[англ.] (1961)
- Babe’s Blues[англ.] (1962)
- Out of This World[англ.] (1962)
- Black Orchid[англ.] (1962)
- Blue Genes (1962)
- Anita O’Day & The Three Sounds (1962)
- Jazz on Broadway (1962)
- Some Like It Modern (1963)
- Live at The Living Room (1964)
- Three Moods (1964)
- Beautiful Friendship (1965)
- Today’s Sounds (1966)
- Vibrations[англ.] (1966)
- Live at the Lighthouse[англ.] (1967)
- Coldwater Flat[англ.] (1968)
- Elegant Soul[англ.] (1968)
- Soul Symphony[англ.]' (1969)
- Live at the “It Club” (1970)
- The 3 Sounds[англ.] (1971)
- Gene Harris of the Three Sounds[англ.] (1972)
- Yesterday, Today & Tomorrow[англ.] (1973)
- Astral Signal[англ.] (1974)
- Nexus[англ.] (1976)
- In a Special Way[англ.] (1976)
- Tone Tantrum[англ.] (1977)
- Nature’s Way (1980)
- Live at Otter Crest (1981)
- Hot Lips (1982)
- The Gene Harris Trio Plus One (1985)
- Tribute to Count Basie (1987)
- Listen Here! (1989)
- Live at Town Hall, N.Y.C. (1989)
- At Last (1990)
- World Tour 1990 (1990)
- Black and Blue (1991)
- Like a Lover (1992)
- Gene Harris Live at Maybeck Recital Hall, Vol. 23 (1992)
- Brotherhood (1992)
- A Little Piece of Heaven at St. Chapelle Winery (1993)
- Funky Gene’s (1994)
- It’s the Real Soul (1995)
- Live (Gene Harris & The Phillip Morris All-Stars) (1995)
- In His Hands (1996)
- Down Home Blues (1996)
- Alley Cats (1998)
- Live in London[англ.] (2008) — запись произведена в 1996 году
- Another Night in London[англ.] (2010) — запись произведена в 1996 году